# ERGOMPM
ERGOMPM株式会社（エルゴエムピーエム、英: ERGOMPM, INC.）は、日本のコンサルティング会社で、コニカミノルタ株式会社の100％出資子会社である。

## 概要
コニカミノルタ株式会社が既にEUやAPAC地域で提供する「Marketing Print Management」（MPM）サービスの展開地域を日本に拡大するため設立された会社である。
ERGOMPMは、クライアントである大手グローバル企業のマーケティング部門を対象に、クライアント企業の拠点にスタッフを常駐させ、膨大な数の販促用印刷物の制作業務に携わりながら内容・工程・品質・納期などを一元管理し、グローバルで3000社以上あるサプライヤーを活用して投資対効果を最適化する。クライアント企業の業務プロセス上の課題を可視化して、改善するために各種ワークフロー改善システムを活用する。
社名の由来は、APAC地域でMPMサービスを提供するErgoAsiaのErgoと提供サービス名の組み合わせによる。